# Дејзи ланац (електротехника)
Код електричног и електронског инжењерства дејзи ланац је шема ожичавања по којој су многобројни уређаји међусобно повезани у низу или у виду прстена. Системи који садрже унутрашње петље (осим оних који садрже једну целу петљу) не могу се звати дејзи ланци. 
Дејзи ланци се могу користити за напајање, аналогне сигнале, дигиталне податке или комбинације претходног.
Израз дејзи ланац се може односити или на уређаје великих размера повезаних у серије, као што су серије power strips-ova повезаних једни са другима ради формирања јединствену дугачку линију трака. Други примери урешаја који се користе за формирање дејзи ланаца су они који се заснивају на USB, FireWire, Thunderbolt, и етернет кабловима.

## Пренос сигнала
За аналогне сигнале, конекције се обично састоје од једноставне електричне магистрале и, могу захтевати употребу репетитора или појачала у оквиру ланца да би се супротставили слабљењу (природан губитак енергије у оваквим системима). Дигитални сигнали између уређаја се такође може састојати од једноставних електричних магистрала и у том случају се мора користити терминатор магистрале на последњем уређају у ланцу. Међутим, за разлику од аналогних сигнала, јер су дигитални сигнали дискретни, могу се електрично регенерисати, али не и модификовати, од стране било ког уређаја у ланцу.

## Врсте

### Рачунарски софтвер
Софтверска инсталација дејзи ланца може се наставити део по део. Ово је врло корисно за софтвер скинут са интернета. Ако се конекција са севером за скидање изгуби током инсталације, Дејзи повезивање дозвољава инсталацији да настави тамо где је стала. Ово обезбеђује Google Pack.

### Рачунарски хардвер
Неке компоненте хардвера се могу прикачити на рачунарски систем у оквиру конфигурације дејзи ланца, конектујући сваку компоненту са другом сличном компонентом, уместо директно са рачунарским системом који користи ту компоненту. Само је последња компонента у ланцу директно повезана са рачунарским системом. На пример, повезивање већег броја компоненти једну са другом, од којих свака имаUART порт. Компоненте се такође морају понашати кооперативно. 
- SCSI је пример дигиталног система који је са електричне тачке гледишта магистрала, у случају спољних уређаја, физички повезан са дејзи ланцем. С обзиром да је мрежа магистрале, мора бити прекинута и то или прикључивањем терминатора у последњи уређај или селектујући опцију за прекидање рада уређаја интернално.
- MIDI уређаји су обично прављени да буду повезани у дејзи ланац. За уређаје је нормално да имају и THRU порт и OUT порт и често се оба могу користити за повезивање. THRU порт преноси информације са минималним закашњењем и без икакве промене, док OUT порт шаље ново створени сигнал и може додати, уклонити или променити поруке, по цену одређене дозе закашњењња. Разлика може да учини да сигнали дођу у различито време; ако је ланац довољно дугачак, може постати и довољно искривљен да сиситем постаје непоуздан или нефункционалан.
- Неке Серијске периферне интерфејс магистрале (SPI) IC продукти су дизајнираних са могућности дејзи ланца.
- Сва JTAG интегрисана кола би требало да подрзавају повезивање у дејзи ланчеве.[2]
- Thunderbolt (интерфејс) такође подржава дејзи чејноване уређаје као што су RAID низови и рачунарски монитори.[3]
- Hexbus је десетожилана магистрала Тексас Инструмента, коришћен код TI-99/4A, CC-40 and TI-74.

### Мрежна топологија
Било која специфична форма дејзи ланца може формирати једну од две мрежне топологије:
- Линеарна топологија: На пример, A-B-C-D-E, A-B-C-D-E & C-M-N-O је дејзи ланац.
- Прстенаста топологија: постоји конекција у виду петље од последњег уређаја до првог. На пример, A-B-C-D-E-A (петља). Ово се често назива "дејзи чејт петља".[4][5][6]

### Приступ систему
Корисници могу да 'дејзи чејнују' рачунарске сесије. Користећи се сервисима као что су теленет или SSH, корисник ствара сесију на другом рачунару преко теленета и од друге сесије 'теленетује' до треће и тако даље. Још један типичан пример "терминалне сесије унутар терминалне сесије" користећи RDP. Разлози за стварање дејзи ланаца укључују повезивање са системом неповезаних веза преко гејтвеј система, очувавајући сесије на главном рачунару, радећи на другом рачунару, не би ли се уштедело на пропусном опсегу или унапредила веза на нестабилној вези повезујући је са машином са бољом конекцијом. Злоупотреба овога је маскирање активности током извршавања сајбер-криминала.